# Richard Van Genechten
Richard Van Genechten (Bruxelles, 23 luglio 1930 – Laeken, 13 novembre 2010) è stato un ciclista su strada belga, professionista dal 1953 al 1964 e vincitore di una edizione della Freccia Vallone e di una Volta Ciclista a Catalunya.

## Carriera
Passò professionista nel 1953 e riuscì subito ad ottenere i primi successi. Nel 1954 partecipò al suo secondo Tour de France, sfiorò la vittoria di tappa in diverse occasioni senza però riuscire ad ottenere il successo, battagliò anche per la conquista della maglia a pois, ma finì terzo dietro due grandi del ciclismo degli anni cinquanta: Federico Bahamontes e Louis Bobet. In quella stagione si aggiudicò la Polymultipliée e concluse quinto il Campionato di Zurigo.
Nel 1955 conquistò una frazione del Giro del Belgio finendo terzo nella classifica generale ad oltre due minuti dal vincitore, suo compagno di squadra, Alex Close.
Il 1956 fu la stagione in cui ottenne i risultati più importanti della sua carriera. Si aggiudicò la sua seconda Polymultipliée e soprattutto vinse la Freccia Vallone. Inoltre, nelle grande classiche del Belgio di quell'anno, chiuse al secondo posto sia nella Gand-Wevelgem, battuto da Rik Van Looy, sia nella Liegi-Bastogne-Liegi sconfitto in una volata a due da Fred De Bruyne al primo dei suoi tre successi nella Doyenne. Partecipò anche al Tour ed al Critérium du Dauphiné Libéré dove ben figurò senza tuttavia riuscire ad aggiudicarsi una frazione.
Nel 1958 conquistò la classifica generale della Volta Ciclista a Catalunya con due successi di tappa consecutivi; alla Vuelta a España 1959 tentò la conquista della classifica scalatori ed anche in questo caso dovette arrendersi ad uno spagnolo, Antonio Suárez, tra l'altro vincitore anche della classifica generale del grande giro spagnolo.

## Palmarès
- 1952 (Dilettanti, cinque vittorie)

Grand Prix François Faber
Laken
1ª tappa De Ster Van de Zennevallei (Lot > Lot)
2ª tappa De Ster Van de Zennevallei (Drogenbos > Drogenbos)
Classifica Generale De Ster Van de Zennevallei
- 1953 (Garin-Wolber, due vittorie)

Circuit Dinantais
7ª tappa Vuelta a Asturias
- 1954 (Bertin-D'Alsessandro, una vittoria)

Polymultipliée
- 1955 (Elevé, una vittoria)

4ª tappa Giro del Belgio (Marcinelle > Bruxelles)
- 1956 (Elevé, due vittorie)

Freccia Vallona
Polymultipliée
- 1958 (Elevé, cinque vittorie)

Stadsprijs Geraardsbergen
Grand Prix Raf Jonckheere - Westrozebeke
7ª tappa Volta Ciclista a Catalunya
8ª tappa Volta Ciclista a Catalunya
Classifica generale Volta Ciclista a Catalunya

### Altri successi
- 1953 (Garin-Wolber)

Criterium di Bruxelles
- 1955 (Elevé)

B.K.Interclubs - Gemengd (con Victor Wartel, Jozef Schils e Jan De Valck, cronosquadre)
- 1956 (Elevé)

Circuit de l'Argentine - Criterium di La Hulpe
Criterium di Loverval
Weekend Ardennais (Challenge)
- 1957 (Peugeot)

Dwars door 't Pajottenland - Criterium di Anderlecht
- 1958 (Elevé)

Kermesse di Warve
Classifica punti Volta Ciclista a Catalunya
- 1959 (Peugeot)

Criterium di Lendelede

## Piazzamenti

### Grandi giri
- Tour de France

1953: 34º
1954: 22º
1955: ritirato (alla 21ª tappa)
1956: 45º
- Vuelta a España

1959: 26º

### Classiche monumento
- Milano-Sanremo

1956: 95º
1958: 104º
- Giro delle Fiandre

1957: 21º
1959: 32º
- Liegi-Bastogne-Liegi

1955: 34º
1956: 2º

### Competizioni mondiali
- Campionati del mondo

Lussemburgo 1952 - In linea: 8º
Solingen 1954 - In linea: ritirato